# Districte de Frauenfeld
El districte de Frauenfeld és un dels vuit districtes del cantó suís de Turgòvia. Té 44.282 habitants (cens de 2007) i una superfície de 139,4 km². Està format per 11 municipis i el seu cap és Frauenfeld

## Municipis
| Nom               | Habitants (31.12.2007) | Superfície en km² |
| Aadorf            | 7591                   | 20.0              |
| Felben-Wellhausen | 2286                   | 7.3               |
| Frauenfeld        | 22'313                 | 27.4              |
| Gachnang          | 3298                   | 9.7               |
| Hüttlingen        | 837                    | 11.6              |
| Matzingen         | 2433                   | 7.7               |
| Neunforn          | 933                    | 11.4              |
| Stettfurt         | 1098                   | 6.4               |
| Thundorf          | 1273                   | 15.6              |
| Uesslingen-Buch   | 1046                   | 14.0              |
| Warth-Weiningen   | 1174                   | 8.3               |